# Tafeltje-dek-je

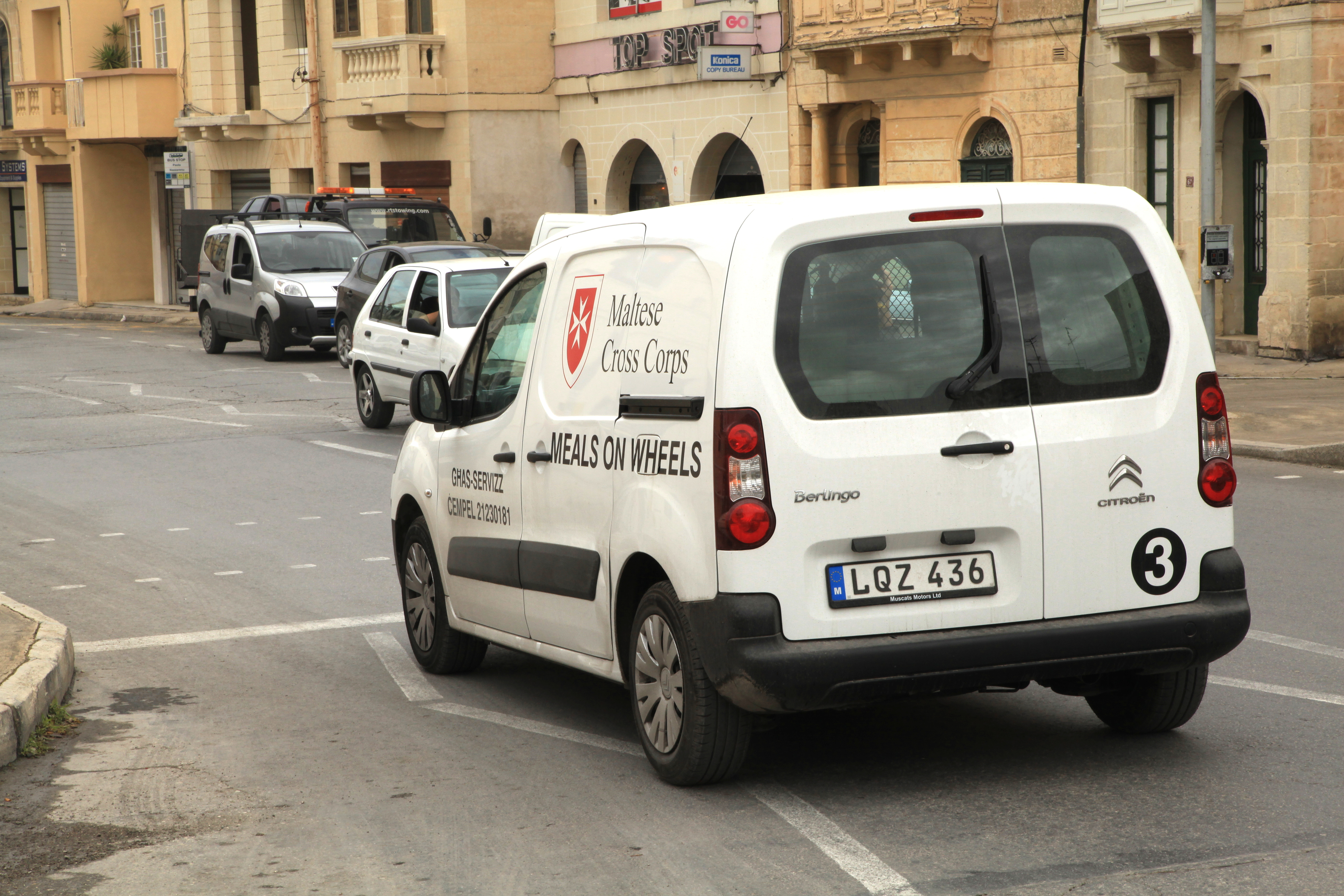
Meals on Wheels

Tafeltje-dek-je is een dienst waarbij mensen (bejaarden, gehandicapten of chronisch zieken) een maaltijd thuis bezorgd krijgen, ook wel extramurale maaltijdvoorziening genoemd. Deze maaltijd wordt warm geleverd, of koud zodat deze in de magnetron kan worden opgewarmd. De naam is afgeleid van het sprookje Tafeltje dek je, ezeltje strek je en knuppel uit de zak van Grimm.
Indien er sprake is van een koude maaltijd, onderscheiden we een aantal conserveringstechnieken:
1. Een vriesverse maaltijd; de maaltijd wordt geconserveerd middels invriezen direct na bereiding (shockfreezing, de maaltijd wordt geforceerd ingevroren tot ca. -40 graden Celsius, daarna wordt de maaltijd opgeslagen tot -20 graden Celsius). Door deze techniek worden alle essentiële voedingswaarden zoals mineralen en vitaminen behouden, en is de maaltijd langdurig houdbaar in de vriezer (ca. twaalf maanden).
2. Een koelverse maaltijd; de maaltijd wordt bereid, gepasteuriseerd of er wordt een andere conserveringsmethode toegepast en vervolgens teruggekoeld naar ca. 4 graden Celsius. De maaltijd is beperkt houdbaar in de koelkast (maximaal twaalf dagen)
3. Een dagverse maaltijd; de maaltijd wordt bereid en zonder conserveringsmethode teruggekoeld tot 4 graden Celsius. De maaltijd dient op dezelfde dag te worden geconsumeerd.

Indien er sprake is van een warme maaltijd is het van essentieel belang dat op het moment van bezorging de maaltijd de juiste temperatuur heeft. De richtlijnen hiervan liggen vast in de HACCP-regelgeving.
In Duitsland wordt het begrip tafeltje-dek-je 'Essen auf Rädern' (eten op wielen) genoemd en in bijvoorbeeld Engeland 'Meals on Wheels'.
Tafeltje-dek-je wordt veelal als dienst aangeboden door thuiszorgorganisaties, verzorgingshuizen en welzijnsorganisaties zoals Stichting Welzijn Ouderen, al dan niet uitgevoerd door een maaltijdenproducent/leverancier.